# Зартонк
Зартонк (вірм. Զարթոնք) — село в марзі Армавір, на заході Вірменії. Село розташоване за 14 км на південний схід від міста Армавір, за 4 км на південь від села Акналіч, за 2 км на захід від села Арташар та 3 км на північ від села Єхегнут. За 1 км на північний захід від села розташована станція Советакан, що знаходиться на ділянці Масіс — Армавір Вірменської залізниці.